# Shalosh Regalim

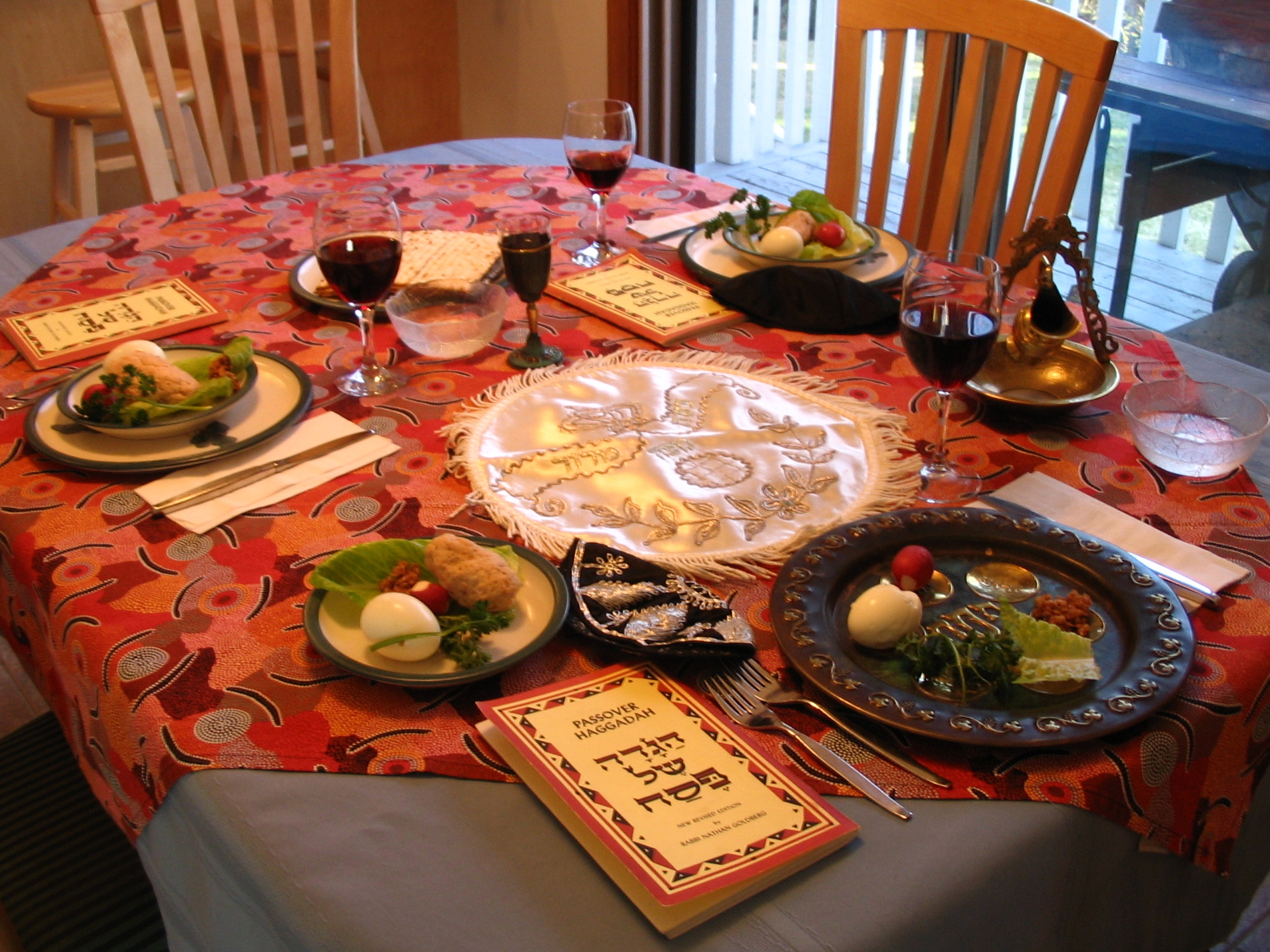
Mesa servida para a celebração do tradicional séder familiar de Pesach.

Shalosh Regalim (do hebraico, שְׁלֹשֶׁת הַרְגָלִים, "As três peregrinações") são os três festivais judaicos da Páscoa, Shavuot e Sucot, durante os quais o povo judeu passava a peregrinar ao Templo de Jerusalém e oferecer ofertas.
Em hebraico, a palavra usada para designar essas três festividades é "jag" (hebraico, חָג, "festa" e também "movimento circular"), que se refere ao costume de mover-se em círculos em torno de um objeto , característica de alguns rituais de peregrinação (por exemplo, a peregrinação muçulmana para a cidade de Meca, e a circunvalação da Kaaba)
As três festividades são prescritas pelo texto bíblico, e estão fortemente ligadas às mudanças sazonais e à vida agrícola.
As festividades incluídas nesta categoria são:
- Pesach - A Páscoa Judaica,
- Shavuot - A Festa das Semanas, ou do Pentecostes,
- Sucot - A celebração das Cabanas ou dos Tabernáculos.